# Суровчиха
Суровчиха — деревня в Усть-Кубинском районе Вологодской области.
Входит в состав Заднесельского сельского поселения (с 1 января 2006 года по 9 апреля 2009 года входила в Томашское сельское поселение), с точки зрения административно-территориального деления — в Томашский сельсовет.
Расстояние до районного центра Устья по автодороге — 39 км, до центра муниципального образования Заднего по прямой — 14 км. Ближайшие населённые пункты — Помазиха, Лысухино, Шолохово, Желудково, Бурдуково, Ивановское.
По переписи 2002 года население — 4 человека.